# Zeus (geslacht)
Zeus is een geslacht van straalvinnige vissen uit de familie van zonnevissen (Zeidae). Het geslacht is voor het eerst wetenschappelijk beschreven in 1758 door Linnaeus.

## Soorten
De volgende soorten zijn bij het geslacht ingedeeld:
- Zeus capensis Valenciennes, 1835
- Zeus faber Linnaeus, 1758